# Goliard

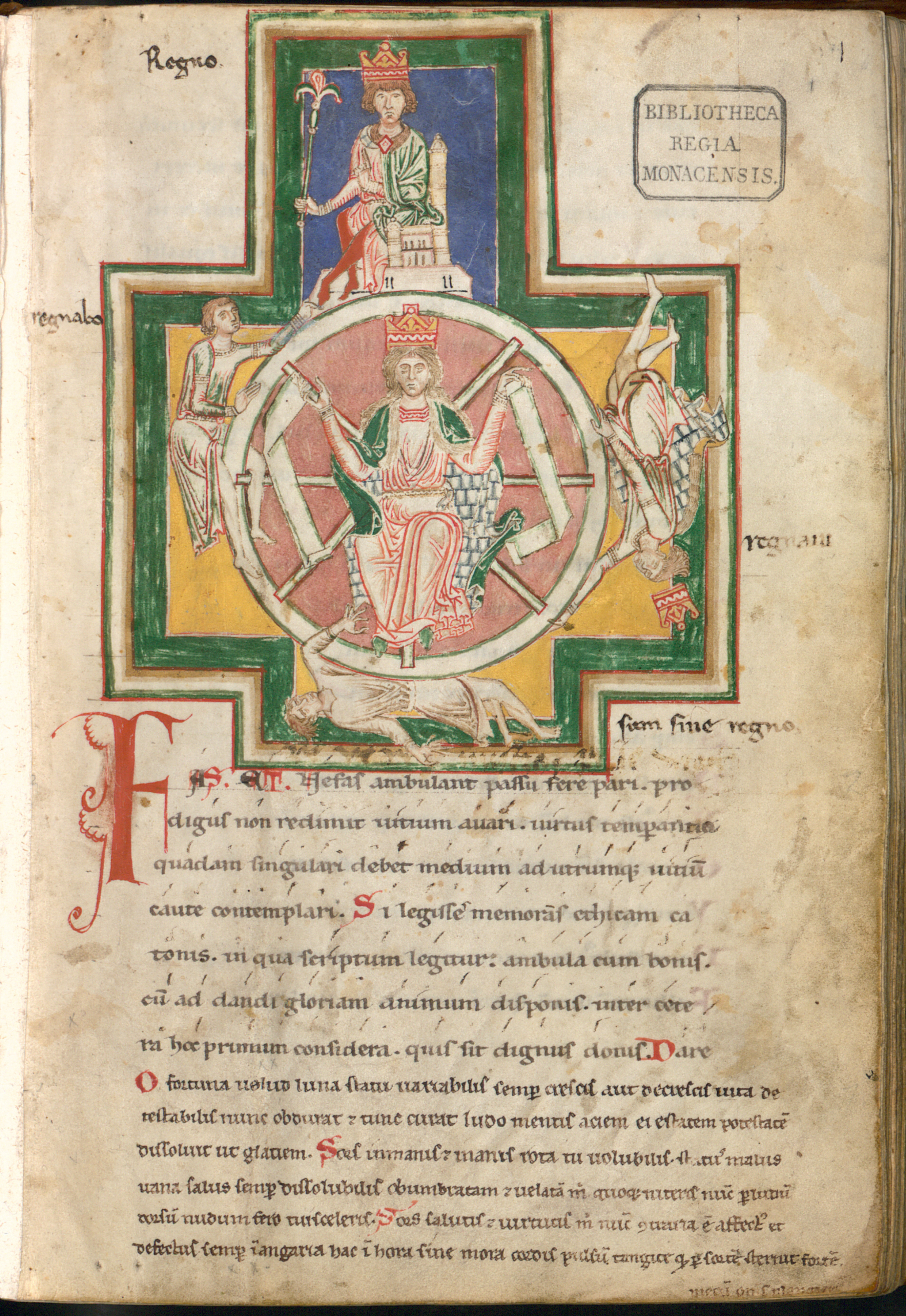
Una imatge del segle XI-XIII de Carmina Burana, un recull de cançons d'amor de goliards i vagabunds de l'abadia de Benediktbeuern

El goliard era aquella persona que havia deixat de ser monjo. Es dedicava a cantar i recitar poemes en llatí i en llengües vulgars. A Beuren (un monestir d'Alemanya), es van trobar poemes goliards escrits al bon beure i al bon menjar. L'obra més coneguda n'és el Carmina Burana.
El nom goliard s'explica a vegades com a derivat de gola, a la qual tant de culte retien, i d'altres com a derivat de Golías, nom del gegant filisteu Goliath segons la Bíblia Vulgata i que apareix com a símbol del mal i sinònim del dimoni. La primera referència a la gens Goliae apareix al Seduli Escot (segle ix), aplicada a lladres d'ovelles. Al segle x, Walter, arquebisbe de Sens, escriu contra la "família de Golias". Més tard, Goliardi i vagantes s'usen indistintament per descriure clergues i estudiants de mala vida, tot i que també hi contribueixen eclesiàstics de sòlida formació i bons costums.
Aquest terme despectiu amb què fou distingit un tipus especial de religiós s'aplicava a uns frares mendicants que vivien d'almoina. Realment, havien penjat els hàbits i erraven tot portant pel món una vida llicenciosa. En les seves cançons, en lloança del vi, del bon menjar i de l'amor, empraven un llatí macarrònic amb el qual, ensems que imitaven els cants religiosos, es mofaven de les coses més bones i, en general, del que formava la cultura oficial.
Els goliards van formar la primera contracultura del seu temps, és a dir, la cultura underground (avant-la-lettre) del seu temps, tant pel que es refereix a llurs creacions com a llur estil de vida: la vagància.
Una imatge molt gràfica, il·lustrativa del perfil humà d'aquests personatges tan pintorescs, ens és donada pels frares mendicants Varlaam i Mikhail, que apareixen en el segon acte de l'òpera de Modest Mússorgski Borís Godunov.
El goliard no era inculte. Dotat d'una formació humanística apresa al convent, posseeix també la tècnica musical i la ciència de la modulació, però tira per la borda tota la càrrega teològica per llançar-se a vagar pel món, conservant-ne, però, l'hàbit.
Clerici vagante és el nom amb què es distingiren aquests agents de la propagació de la cultura, i ells foren els primers que independitzaren la música de les funcions litúrgiques.
L'obra dels goliards es concreta principalment en uns gèneres de regust a la vegada erudit i popularista. El seu màxim exponent és el Carmina Burana, amb text dels goliards i en el qual aquests són els protagonistes. A Catalunya, la mostra de poesia goliarda en català és el Cançoner de Ripoll, que data del segle xii.